# 129 Antigone
A 129 Antigone a Naprendszer kisbolygóövében található aszteroida. Christian Heinrich Friedrich Peters fedezte fel 1873. február 5-én.